# Kamil Majchrzak
Kamil Majchrzak (13 de enero de 1996), es un tenista profesional polaco.

## Carrera

### Profesional
Su mejor ranking individual es el N.º 75 alcanzado el 28 de febrero de 2022, mientras que en dobles logró la posición 241 el 8 de agosto de 2016.
No ha logrado hasta el momento títulos de la categoría ATP, aunque si ganó cinco títulos ATP Challenger Tour y varios títulos Futures tanto en individuales como en dobles.

### Júnior
Su mayor logro ha sido conquistar el US Open en categoría doble juniors, lo hizo en el 2013 junto al estadounidense Martin Redlicki como pareja y derrotaron en la final al dúo del francés Quentin Halys y el portugués Frederico Ferreira Silva.

#### Títulos Grand Slam Júnior[3]

##### Dobles
| Año  | Campeonato                | Superficie | Compañero       | Rivales                                | Marcador final |
| ---- | ------------------------- | ---------- | --------------- | -------------------------------------- | -------------- |
| 2014 | Abierto de Estados Unidos | Dura       | Martin Redlicki | Quentin Halys Frederico Ferreira Silva | 6–3, 6–4       |

#### Juegos Olímpicos de la Juventud

##### Individual
| Resultado | Año  | Campeonato  | Superficie | Rival       | Marcador final |
| --------- | ---- | ----------- | ---------- | ----------- | -------------- |
| Oro       | 2014 | Nankín 2014 | Dura       | Orlando Luz | 6–4, 7–5       |

##### Mixto
| Resultado | Año  | Campeonato  | Superficie | Compañero     | Rivales                 | Marcador final |
| --------- | ---- | ----------- | ---------- | ------------- | ----------------------- | -------------- |
| Bronce    | 2014 | Nankín 2014 | Dura       | Fanni Stollár | Ioana Ducu Matías Zukas | 6–3, 3–6, 10–5 |

#### Títulos: 7
| Leyenda             | Individuales | Dobles |
| ------------------- | ------------ | ------ |
| ATP Challenger Tour | 7            | 1      |
| Futures             | 8            | 5      |

##### Individuales
| N.º | Fecha      | Torneo        | Superficie    | Oponente en la final      | Resultado        |
| --- | ---------- | ------------- | ------------- | ------------------------- | ---------------- |
| 1.  | 01.03.2014 | España F4     | Tierra batida | Roberto Carballés         | 1–6, 7–6(4), 6–3 |
| 2.  | 27.07.2014 | Eslovaquia F2 | Tierra batida | Filip Brtnicky            | 6–2, 6–3         |
| 3.  | 31.03.2019 | Saint-Brieuc  | Dura (i)      | Maxime Janvier            | 6-3, 7-6(1)      |
| 4.  | 05.05.2019 | Ostrava       | Tierra batida | Jannik Sinner             | 6-1, 6-0         |
| 5.  | 12.09.2020 | Prostějov     | Tierra batida | Pablo Andújar             | 6-2, 7-6(5)      |
| 6.  | 23.10.2022 | Busan         | Dura          | Radu Albot                | 6-4, 3-6, 6-2    |
| 7.  | 02.03.2024 | Kigali        | Tierra batida | Marco Trungelliti         | 6-4, 6-4         |
| 8.  | 16.06.2024 | Bratislava    | Tierra batida | Henrique Rocha            | 6-0, 2-6, 6-3    |
| 9.  | 06.10.2024 | Villena       | Dura          | Nicolas Moreno de Alboran | 6-4, 6-2         |